# Erika Schuchardt

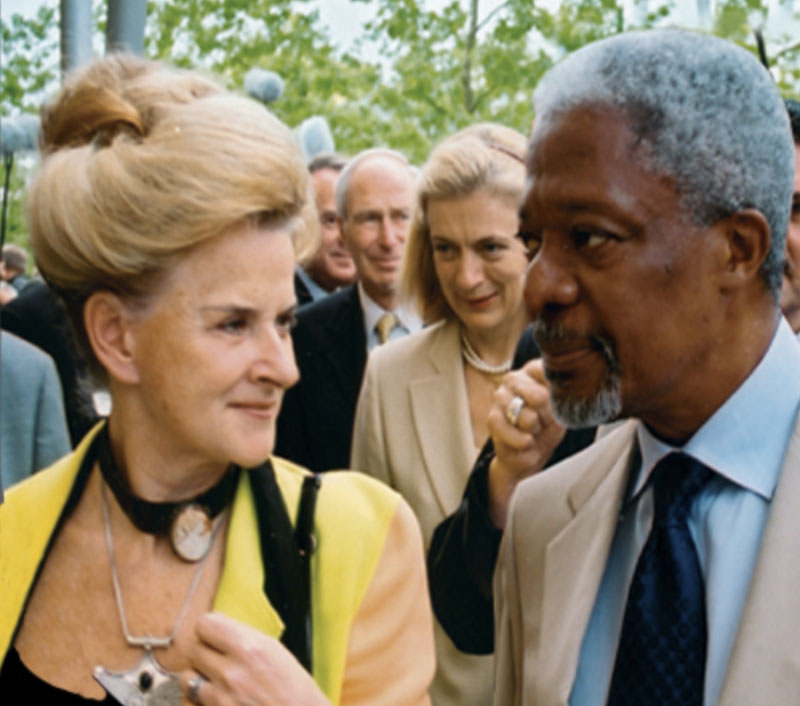
Erika Schuchardt mit UN-Generalsekretär Kofi Annan, 2000

Erika Schuchardt (* 29. Januar 1940 in Hamburg) ist eine deutsche Autorin, Universitätsprofessorin, Kulturwissenschaftlerin sowie Politikerin (CDU). 1994–2002 war sie Mitglied des Deutschen Bundestags (MdB) in Bonn und Berlin (13./14. Leg.-Per.), 1989–1996 Vizepräsidentin der Deutschen UNESCO-Kommission (DUK), 1972–1990 Synodale der Evangelischen Kirche in Deutschland (EKD) (5./6./7. Leg.-Per.), seit 1984 Professorin für Bildungsforschung und Erwachsenenbildung an der Leibniz Universität Hannover (LUH).

## Leben

### Elternhaus

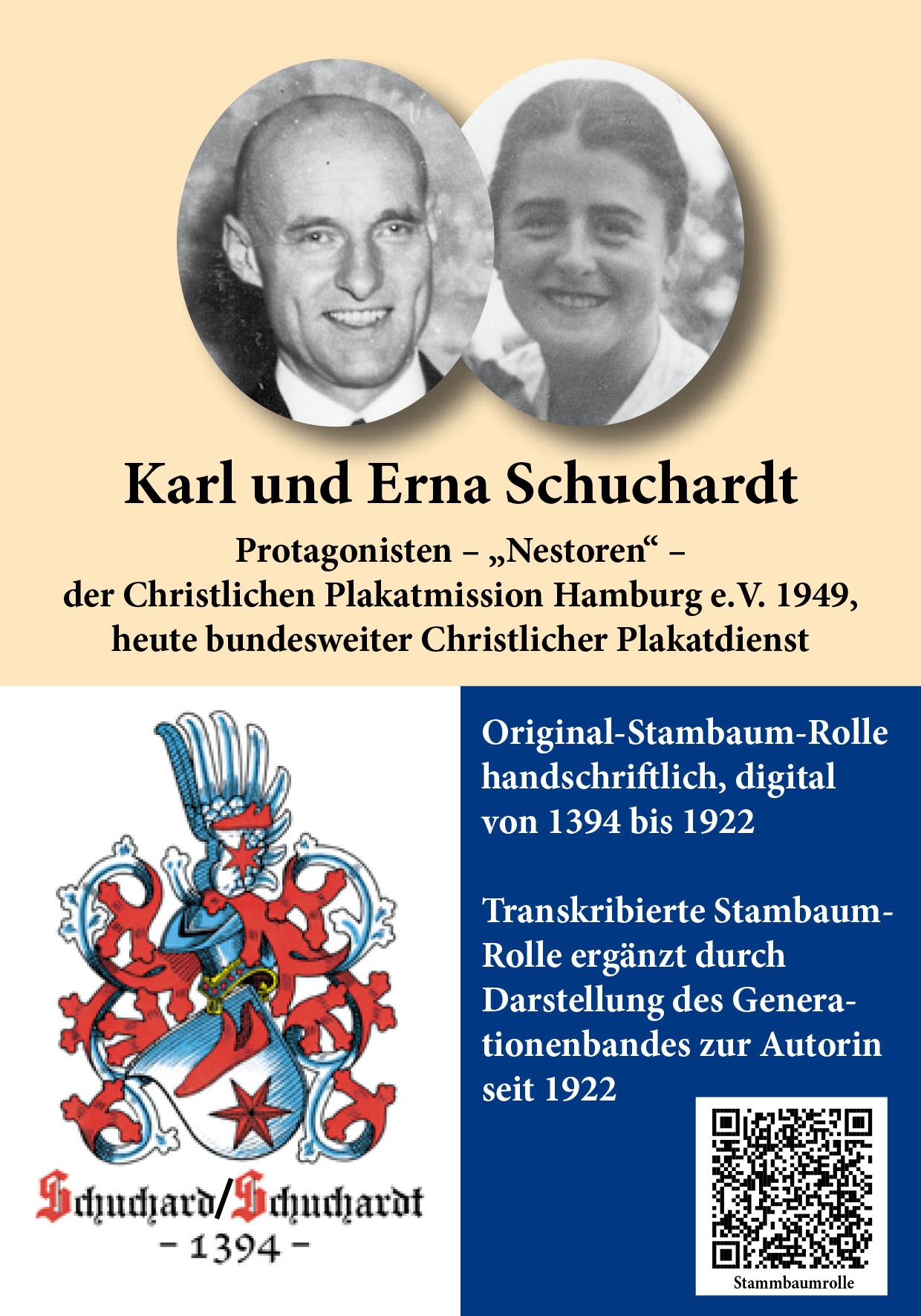
Vorfahren bzw. Stammbaum Familie Schuchardt/Schuchard

Schon Erika Schuchardts Eltern, Karl Schuchardt (1895–1972) und Erna Aurisch (1906–1988), waren sozialpolitisch engagiert, der Vater im Hamburger Senat sowie als Geschäftsführer der Hamburger Diakonissenanstalt „Alten Eichen“, die Mutter als Chefsekretärin in der Vereinsbank Hamburg und nebenberuflich im Aufbau der Jugendarbeit HH St. Georg, seit Geburt der vier Kinder dann ausschließlich als ehrenamtliche Leiterin der Ev. Jugend- und Frauenarbeit. Beide gelten als Nestoren der Hamburger Plakatmission, dem heutigen Christlichen Plakatdienst, den sie 1949 begründeten, den Hanseaten im kriegszerstörten Hamburg durch ‚Frohe Botschaft-Plakate‘ in 750 U-Bahnen, 800 Straßenbahnen sowie 50 Hapag-Lloyd-Schiffen Mut zusprechend. Als 'Protagonisten der Kanzelstraßenbahn' gingen sie in die Stadtgeschichte ein.
Ein weiterer Vorfahre, Pfarrer Hermann Schuchard (1868–1923), gründete 1894 das Diakoniezentrum Hephata. Fünf Generationen später gilt er als Vorreiter der Inklusion. Schon zu Lebzeiten wurde er von Kaiser Wilhelm II. ausgezeichnet, der ihm per Landes-Stiftungs-Beschluss den Herzenswunsch, den Bau einer aus heutiger Sicht würde man sagen „Inklusions-Kirche“, erfüllte, eine zweistöckige ‚Kirche‘ Hephata mit integrierter ‚Halle für alle', gemäß Schuchards Motto Ora et labora – et celebrate, eingeweiht anlässlich der kaiserlichen Silberhochzeit im August 1906 von Kaiserin Auguste Viktoria persönlich (s. historische Gedenkpostkarte). Dies hatte zur Folge, dass Hephata 1946 zum Gründungsort der EKD (Ev. Kirche Deutschland) und des DW (Diakonischen Werkes) ausgewählt wurde.

### Werdegang
Schuchardts Kindheit prägte also früh das bekannte ‚Hamburger Elternhaus der offenen Tür‘, die praktische Mitwirkung im Plakatdienst (Verteilung der Plakate), die Begegnung mit Menschen aller Kulturen und seit dem fünften Lebensjahr auch das Musizieren mit Flöte und Geige in Lazaretten, Alten- und Krankenhäusern, Gefängnissen. Mit 13 war sie erfolgreich im Hamburger Violin-Wettbewerb, mit 15 wurde sie 1955 zur Kreis-Jugend-Delegierten der Ev. Kirche Hamburgs gewählt, 1972 zur jüngsten Synodalen der Ev. Kirche in Deutschland (EKD).
Erika Schuchardt studierte nach Examen und Berufspraxis als Wirtschaftsleiterin von 1962–1965 Bildungsforschung, Erziehungswissenschaft, Soziologie, Philosophie und Psychologie mit Abschluss Lehramt, unterrichtete seit 1965, legte schon 1966 aufgrund des Prädikatsexamens die zweite Lehramtsprüfung ab, wurde 1967 Studienleiterin der Niedersächsischen Lehramtskandidaten, 1970 Abteilungsleiterin der Volkshochschule Hannover und startete dort pionierartig und parallel dazu öffentlichkeitswirksam auf der Hannover-Messe das erste Integrations-Modell in der Weiterbildung unter dem Titel Messe-Begegnungs-Brücke: 20 Inter-Aktions-Bausteine. Hierzu gehörten u. a. eine Messe-Werkstatt für Kinder (sog. ‚Kinderland‘) und der Einsatz von Menschen mit geistiger Behinderung als deren kompetente Lehrkräfte; ferner ein Messe-Blinden-Schreib-Service für alle, ein Taub-Blinden-Telefon, Roll-in durch die Messehallen als Erfahrungsexperiment und schließlich ein Messe-Dialog-Kaffee, das dem erfolgreichen Abbau gesellschaftlicher Kopf-'Barrieren' diente.
Sie absolvierte nebenberuflich von 1970 bis 1972 den Diplom-Studiengang Erwachsenenbildung mit Prädikatsexamen, promovierte 1979 mit einer Arbeit: „Soziale Integration sog. ‚Behinderter‘ durch Weiterbildung“, habilitierte 1982 und wurde 1984 als Professorin für Bildungsforschung und Erwachsenenbildung an die Leibniz Universität Hannover berufen.

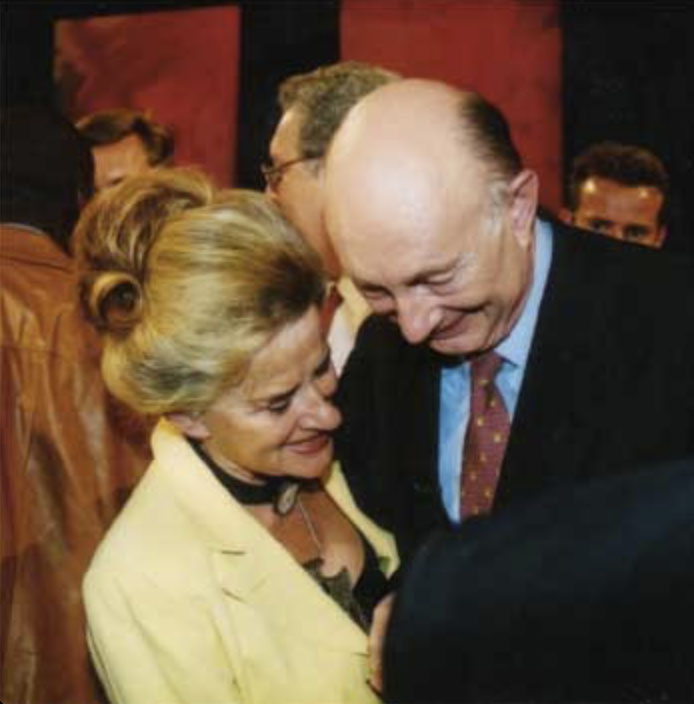
Schuchardt mit Díez-Hochleitner, Präsident des Club of Rome 1994

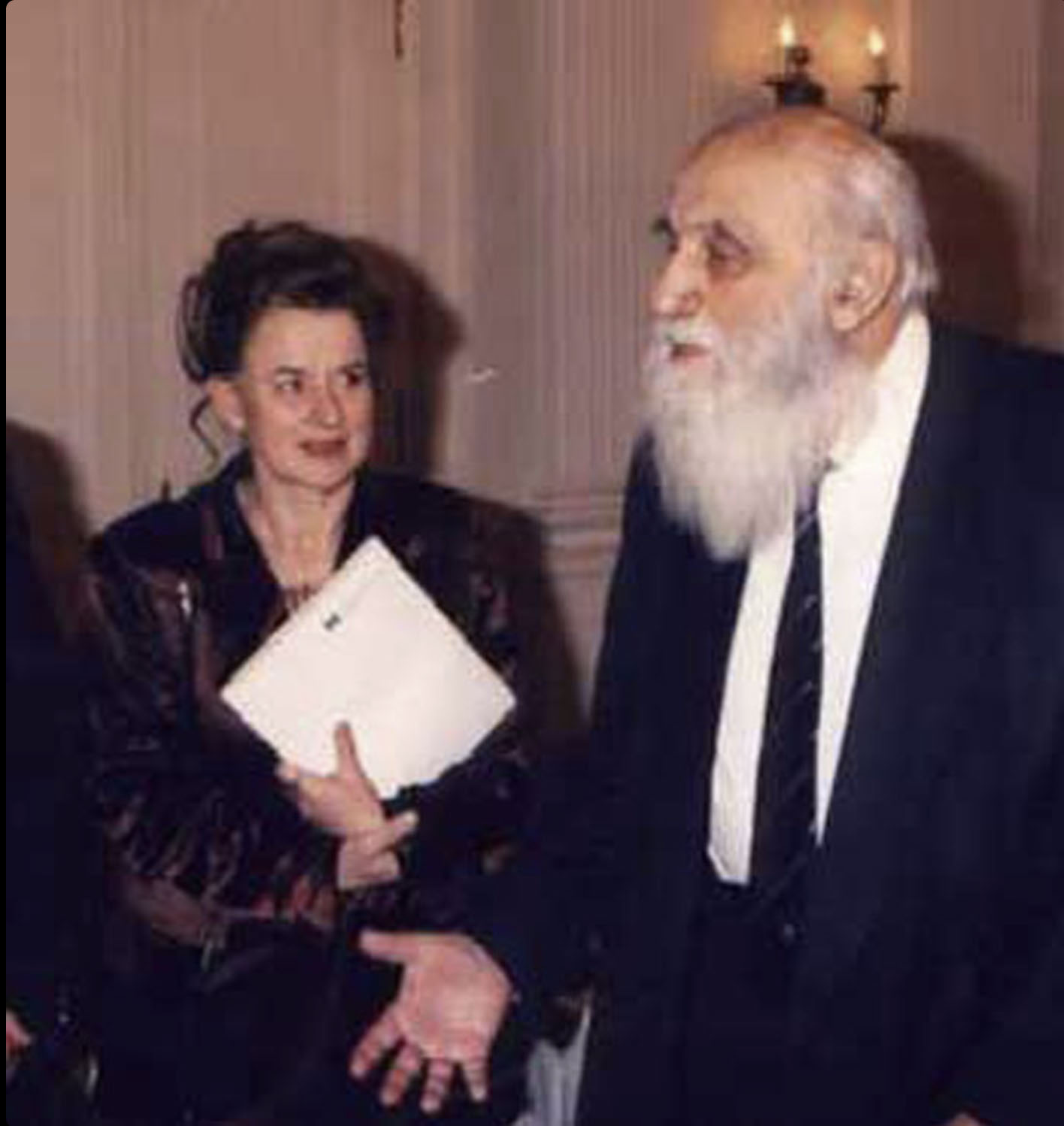
Schuchardt mit Lew Sinowjewitsch Kopelew 1994

Sie ist Autorin zahlreicher Bücher und Filmdokumentationen sowie Initiatorin und Leiterin mehrfacher Bundes-Modell-Projekte, z. B., seit 1980, „Ziel und Randgruppenarbeit“ sog. ‚Lernungewohnter‘, gemeinsam mit von Krisen schon und noch nicht betroffenen Menschen: „Schritte aufeinander zu“ (im Auftrag des BMBW/BMFT); 1984: „Ist die LWB-Vollversammlung Budapest selbst eine behinderte?“ (im Auftrag des LWF/WCC Genf); 1988: „Bundes-Unterrichtswerk: Jeder ist ein Teil des Ganzen“ (im Auftrag des BMJFFG/BZGA); 1994: „Freiwilliges Ökologisches Jahr (FÖJ) – Vom Modellprojekt zum Bundesgesetz“ (im Auftrag des BMU); 1996: „Die Stimmen der Kinder von Tschernobyl – ‚Die kleinen Botschafter‘“ (im Auftrag des AA/IAEA – International Atomic Energy Agency); 1999: „Frauen als Innovationsgruppe“  (im Auftrag des LWF/WCC); 1999: „Den Schrei der Betroffenen lauter machen“; 2005: „Brückenbau – Internationale Begegnungsschulen“ (im Auftrag des Auswärtigen Amts (AA), mit dem Fokus auf Anti-Rassismus und Frauenbeschneidung im Südlichen Afrika).

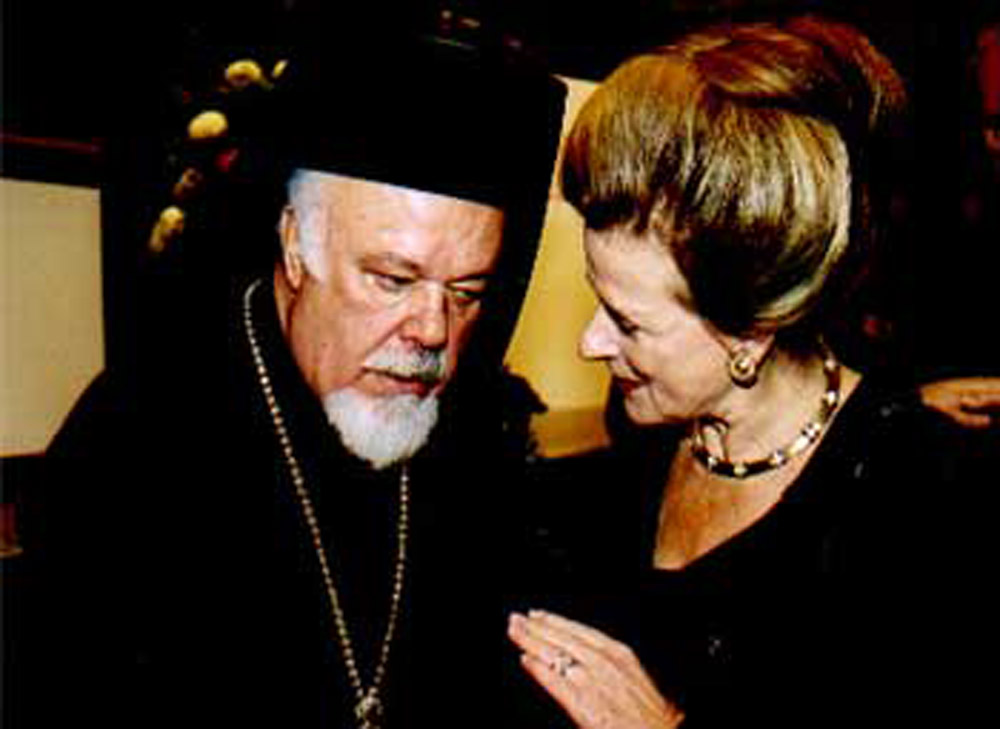
Schuchardt mit Augoustinos Lambardakis 1994

Gesellschaftspolitisch begann Schuchardt schon 1955 als die erwähnte Kreis-Jugend-Delegierte der Evangelischen Kirche Hamburgs; zwischen 1972 und 1990 war sie über drei mögliche Legislaturperioden 18 Jahre lang gewähltes Mitglied der Synode der Evangelischen Kirche Deutschlands (EKD) und dort als einzige Frau im Haushaltsausschuss, damals exklusive Männerdomäne, überdies Mitglied in Gremien des World Council of Churches (WCC Genf) u. a. im Executive Board des Ecumenical Institute Bossey sowie in der Lutheran World Federation (LWF) und daneben als Vorstandsmitglied des Comenius-Instituts Münster/Berlin.

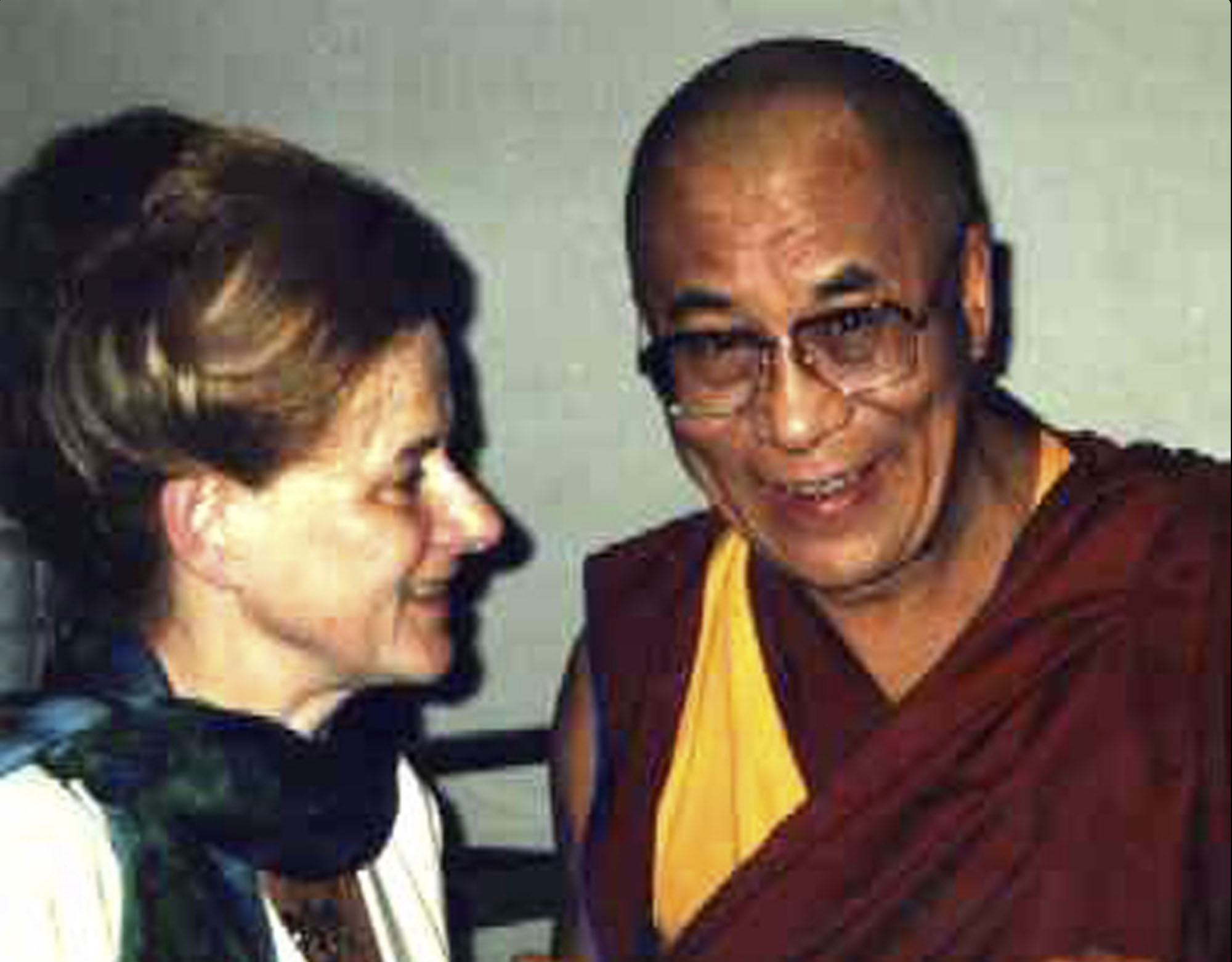
Schuchardt mit dem Dalai Lama 1998

Von 1989 bis 1996 war sie gewählte Vizepräsidentin der Deutschen UNESCO-Kommission (DUK). Sie initiierte mit Władysław Bartoszewski, polnischer Außenminister sowie Botschafter, die ersten ‚deutsch-polnischen Jugend-Camps‘, repräsentierte auf der General-Konferenz der UNESCO in Paris die Umsetzung der ‚Gleichstellungspolitik in der UNESCO, nicht zuletzt offenbarte und dokumentierte sie in Wort und Bild: „Die ‚verbotene‘ Welt-Frauen-Konferenz Peking 1995 – Blicke hinter die chinesische Mauer“. 1989 konstituierte sie als Gründungsvorstand die Bundesarbeitsgemeinschaft „Den Kindern von Tschernobyl“  e. V. (BAG, Minsk/Hannover).

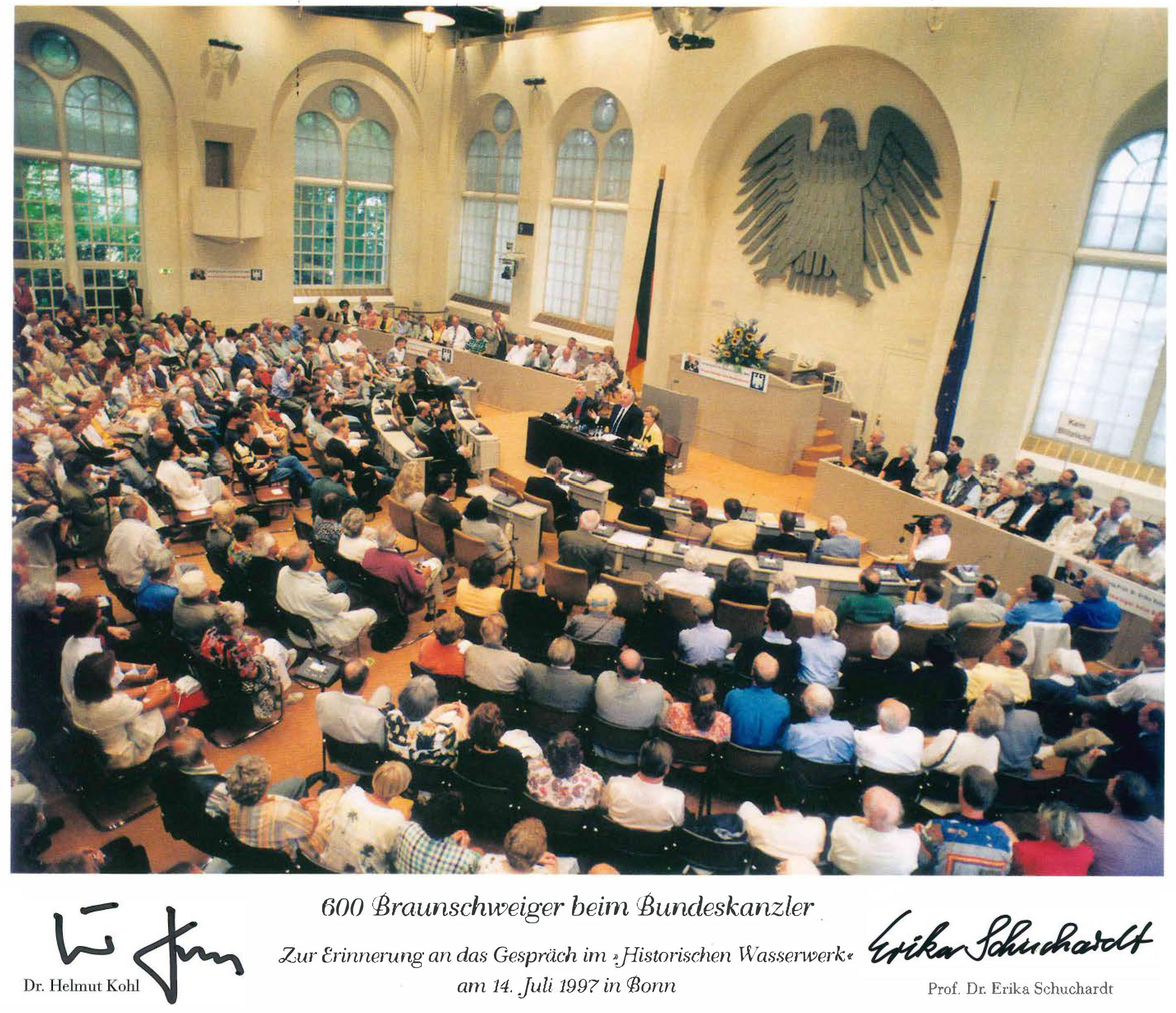
Schuchardt 1997 im Deutschen Bundestag

Von 1994 bis 2002 wurde Schuchardt auf Wunsch der CDU für zwei Legislaturperioden Mitglied des Deutschen Bundestages (MdB) und engagierte sich u. a. in den Ausschüssen für ‚Bildung, Wissenschaft, Forschung, Technologie‘ sowie für ‚Menschenrechte und Humanitäre Hilfe‘, ferner im ‚Auswärtigen Ausschuss‘ und im Unterausschuss ‚Kultur und Medien‘ nicht zuletzt dem Ausschuss ‚Vereinte Nationen‘ und in der Enquête-Kommission des Deutschen Bundestages für ‚Recht und Ethik der modernen Medizin.

Schuchardts KomplementärSpiralModellKrisenmanagement

Kontinuierlich organisierte sie seit 1994 alljährlich auch im Parlament den „Integrations-Gipfel“, die sog. „Schuchardt-Culture-Parade“, mit jeweils 500 von Krisen schon betroffenen gemeinsam mit 500 noch nicht betroffenen Bürgern ihres Braunschweiger Wahlkreises zum wechselseitigen Abbau von Kopf-‚Barrieren‘.
Anschließend wurde sie als Gastprofessorin nach Berlin, Hamburg, Stockholm, Uppsala, Wien, Tokio, Seoul, Taiwan, Peking, Budapest, GUS-Staaten u. a. m. gerufen.

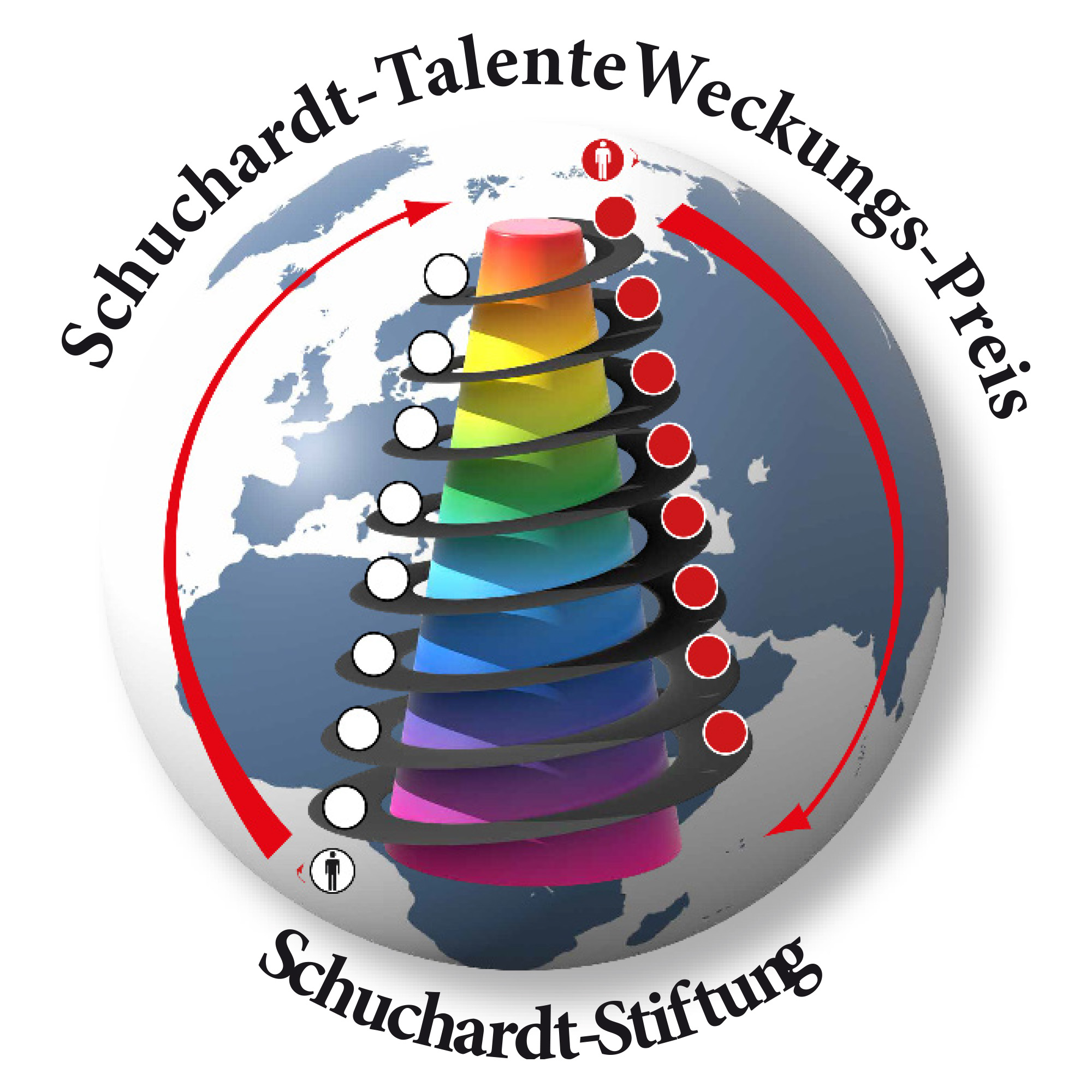
Schuchardts Talente Weckungspreis

Summa summarum erbaute Schuchardt auf der empirischen Basis von weltweit rund 6000 Lebensgeschichten aus 3 Jahrhunderten und rund 50 Bundes-Modell-Projekten im In- und Ausland ein weltweites Integrations-Netzwerk zur Theorie der Kommunikation und Beratung in der Aus-, Fort- und Weiterbildung sowie zur Lebenswelt-, Frauen- und Ökologieforschung eingebunden in politisches Handeln. Sie erschloss auf dieser Forschungsgrundlage ihr ‚universal duales ⚭ Schuchardt KomplementärSpiralModell KrisenManagement‘ (SKMKM) für Person & Gesellschaft, ausbalanciert in Theorie und Praxis. Ferner evaluierte sie exemplarisch das Modell durch Fallstudien in den Bereichen Musik (Ludwig van Beethoven), Kunst (Gustaf Klimt, Frida Kahlo), Literatur (Leo Tolstoi, Friedrich Hölderlin), Naturwissenschaften (John Forbes Nash, Steve Jobs, Stephen Hawkins) und Medizin (Viktor E. Frankl).
Im Urteil von Bundestagspräsident Norbert Lammert, der keineswegs nur die „Verdienste, die Du als Parlamentarierin für unser Land erworben hast“, würdigt, ist Schuchardts „Leben wie Dein viel gelobtes Beethovenbuch im Rückblick ein solches ‚Kunstwerk‘, analog dem Diktum des Jubilars L. van Beethoven vor 250 Jahren: ‚Wahre Kunst ist eigensinnig‘, folgtest Du vorbildlich Deinem Motto: ‚Sich stellen – Verantwortung leben‘!“‘ nicht zuletzt mit der ‚Schuchardt-Stiftung: Schuchardt-TalenteWeckungs-Preis.

### Modell zur Bewältigung von Krisen
Schuchardt erarbeitete seit den 1970er‑Jahren aus der Analyse von über 6000 Lebensgeschichten des 18. bis 21. Jahrhunderts ein achtphasiges Modell zur Bewältigung von Krisen. Ihr sogenanntes „Schuchardt KomplementärSpiral Modell KrisenManagement (SKMKM)“ versteht eine Krise nicht als chaotischen Prozess, sondern als Chance, der von einem anfänglichen Schock nicht zum Lebensabbruch, sondern über die Verarbeitung zum Lebensaufbruch, zu neuer Orientierung und Solidarität in erweiterter Perspektive & Handlungsfähigkeit führt. Der Ansatz wurde zunächst in der sonderpädagogischen Rehabilitation angewandt und fand später unter dem Titel „Gelingendes Leben“ Eingang in die Erwachsenen‑ und Altenbildung. Nach Einschätzung des Deutschen Instituts für Erwachsenenbildung in der ihr Buch als Doppelband zum Bestseller der Reihe "Theorie und Praxis der Erwachsenenbildung" wurde, erklärt die Autorin mit dem achtstufigen Modell nicht nur den Umgang mit Behinderung, sondern allgemeine Lebenskrisen und Konflikte für Personen und Gesellschaft. Im Auftrag der Bundesministerien wurden rund 50 Modellprojekte erarbeitet. Das Konzept wird nicht nur in der Pädagogik genutzt, um das emotionale Erleben von krisenhaften Situationen besser zu verstehen, sondern es erweist sich auch als universales Modell für Personen und Gesellschaft.
Eine zusammenfassende Darstellung ihrer Forschungsarbeit veröffentlichte sie 2020 in dem Buch Gelingendes Leben – Krise als Chance für Person und Gesellschaft, das die Ergebnisse von 30‑jährigen Forschungsarbeit mit rund 6000 schon und noch nicht betroffenen Menschen zusammenfasst und sowohl das acht Spiralphasen Modell, als auch den 3-Schritte Umkehrprozess der Gesellschaft mit Fallbeispielen und Modellprojekten in Wort und Ton erläutert. Der Religionswissenschaftler Peter Antes bezeichnete die Trilogie-Studie als wegweisenden Beitrag zu gesamtgesellschaftlichen Diskussionen über Leid, Behinderung und Krisenmanagement.
Neben der wissenschaftlichen Tätigkeit engagierte sich Schuchardt für gesellschaftliche und politische Anliegen. Von 1984 bis 1996 war sie ehrenamtliche Vizepräsidentin der Deutschen UNESCO‑Kommission. Sie gehörte von 1994 bis 2002 dem Deutschen Bundestag an, wo sie als Abgeordnete der CDU familien‑, bildungs‑ und wissenschaftspolitische Themen vertrat. Zudem war sie Gründungsmitglied der Bundesarbeitsgemeinschaft „Den Kindern von Tschernobyl“. Ihre Publikationen, darunter Warum gerade ich …? Leben lernen in Krisen und Die Stimmen der Kinder von Tschernobyl (mit Lew Kopelew), erhielten literarische Auszeichnungen und wurden in mehrere Sprachen übersetzt.

## Stimmen der Anderen
- 2021: Die Hanseatin – Botschafterin der Oberlausitz, Volker Dudek, Dir. Museum Zittau. In: Einem Geheimnis auf der Spur: ‚Klein Herrnhut‘ – Gedenkstein, terra incognita, 2. Aufl. 2023, S. 5 ff.[77][78]
- 2020: Da kommt das Flötenwunder von Hamburg: Die Flötistin, die nach langer Wachkomabegleitung, vor dem Hintergrund 30 J. beruflicher Zusammenarbeit ihren Buch-Designer aus schwerem Wachkoma auferweckte Wertheimer HH, Chefarzt. In: Gelingendes Leben, 2021, S. 320 ff.[79]
- 2018: ‘Die Wegweiserin zur Theologie der Aggression‘, die Autorin, die der Klage vor Gott und vielleicht auch gegen Gott Raum gibt … ; für mich eine große, neue, herausfordernde Aufgabe! Wolfgang Huber Bischof, Ratsvors. der EKD. In: Warum gerade ich, 14. Aufl. 2018, S. 15ff[80] und In: Laudatio zur Kronenkreuz Verleihung in Gold[67]
- 2013: Die Parlamentarierin, die L.v. Beethoven ‚Wahre Kunst ist eigensinnig‘ bestätigt, ... Dein Leben ..., Dein vielgelobtes Beethovenbuch ..., im Rückblick ein solches Kunstwerk ... Dank für Deine Verdienste, die Du für unser Land erworben hast. N. Lammert, Präs. Deutscher Bundestag[81][82][83]
- 2011: Initiatorin und Mäzenin des Hamburger Stern-/Planetenpfads auf dem Weg zum UNESCO-Welterbe – Eingangs-Tafel. Köllmann, Kuratorium HH Sternwarte[84]
- 2002: Ich kenne [als Leiter des Referates Besucherdienst Presse- und Info-Amt der Bundesregierung] […] keinen Bundestags-Abgeordneten, der in ähnlich engagierter Weise […] möglichst vielen Menschen, vor allem Jugendlichen und Behinderten, eine […] politische Bildungsreise nach Berlin ermöglichte. Auch Ihr kulturpolitischer Ansatz [...] hat mir immer sehr gefallen – Herzlichen Dank! H.J. Schulze, BPA[85][86]
- 2002: Die ‚Exotin‘ des Deutschen Bundestages! – Unser Ehrentitel Bundestags-KollegInnen • z. B. 600 Braunschweiger bei Kanzler Kohl im Bonner Wasserwerk 14. Juli 1997, erster Kanzler-Integrations-Gipfel, 20 Presse-Artikel.[87][88]; z. B. alljährlich 1000 Bürger zu Schuchardts Culture Parade – für jeweils 500 von Krisen schon und 500 noch nicht betroffene Bürger, gemeinsam jeweils in Bonn und in Berlin[89][90][91]
- 2000: Eine stetige Partnerin, die Zukunft Deutschlands zu gestalten – engagierte Christin, engagierte Politikerin für ein anderes Denken, das unsere Welt menschlicher macht: Dagmar Schipanski, Ministerin für Wissenschaft und Kunst Thüringen[92]
- 2000: „Unserer MdB eine Bürger-Laudatio: ‚Ihre Heimat, das sind die Menschen‘ – Ihnen 500 Bürger-Dankes-Briefe als Jubiläums-Festgabe-Buch“[93][94]
- 1996: Wir, die beschnittenen Frauen, danken, dass Sie unseren Schrei lauter, politisch unüberhörbarer, öffentlicher machen. Massai-Frauen in Tansanias Dörfern, Marktplätzen, Politikstätten, i. A. des Auswärtigen Ausschusses, des Auswärtigen Amtes und des Ausschusses für Humanitäre Hilfe und Menschenrechte[95][96]
- 1996: Mahnwache gegen das Vergessen – Brückenbauerin der Ost-West-Paten-/ Partnerschaften! Lew Kopelew, Mitautor. In: Die Stimmen der Kinder von Tschernobyl, i. A. des AA und der IAEO (DE[97] UKR[98] RUS[99], Rede Tschernobyl im Bundestag[100])
- 1996: Weltweit anerkannte Anwältin für benachteiligte Menschen![101][102][103][104]
- 1996: Die Mutter Theresa von Tschernobyl, von 450.000 ‚Kleinen Botschaftern‘ – die Anwältin gegen die Kulturschock-These und das Begegnungs-Verbot. Die Botschafter der GUS-Staaten Weißrussland, Ukraine, Tschernobyl, In: Die Stimmen …[105][106]
- 1994: Pionierin/Bahnbrecherin für das Freiwillige Ökologische Jahr (FÖJ): Vom Modellprojekt zum Bundesgesetz. Angela Merkel, Umweltministerin, BMU 1994, M. Rauch-Kallert Österr. Ministerin 2000[107]
- 1994: Unsere, meine beste Freundin! Ja, wie meine ‚Schwester‘! TeilnehmerInnen der alljährlichen Integrations-Gipfel ‚Schuchardts Culture Parade‘, jeweils in den Bundestag Bonn seit 1994 sowie Berlin seit 2000[108][109][110]
- 1975: Initiatorin der 1. Messe-Integrations-Brücke wie „Kinderland-Werkstatt“, „Messe-Dialog-Cafe“, durchgeführt von Menschen mit geistiger Behinderung, „Messe-Roll-In“; „Blinden-Schreib-Service“ (insg. 20 Messe-Inter-Aktionen) – Der stärkste Messe-Magnet für 10 Tausende von Besuchern[111][112][113]
- 1970: Sie sind ‚Heureka‘ statt ‚Erika‘ – ich hab’s durch sie gefunden, erkannt, gewagt! Keine Drehtür, vielmehr weit geöffnetes Zukunfts-Tor zur Stärkung gesellschaftlichen, weltweiten Engagements! TeilnehmerInnen von Schuchardts Veranstaltungen, seit 1970[114]

## Ehrungen
- 2023: Diplôme d'Honneur der Fondation du Mérite Européen, Luxembourg
- Bundesverdienstkreuz 1. Klasse des Verdienstordens der Bundesrepublik Deutschland 9.7.2021[115]
- Ungarns ‚Gloria Victis-Gedenkstätten-Botschafterin‘ durch ihr Beethoven-Friedensbotschafts-Buch: „Diesen Kuss der ganzen Welt“ der Stiftung, Csmörr/Budapest[116][117] 2018
- 2016: Ernennung (Ehrengedenkstein) zur 'Botschafterin der Oberlausitz' für Anerkennung Taubenheims ('Klein-Herrnhut') als kleinste Station der Via Sacra
- Kronenkreuz in Gold des Diakonischen Werkes der EKD 2002[118]
- Ordentl. Mitglied der Europäischen Akademie der Wissenschaften und Künste, Salzburg, 1997
- AWMM-Buchpreis Luxemburg 1995
- Literaturpreis Ev. Büchereien der EKD 1984
- Hamburger-Violin-Wettbewerb Preisträgerin 1953